# Diagramma melanacra
Diagramma melanacra är en fiskart som beskrevs av Johnson och Randall 2001. Diagramma melanacra ingår i släktet Diagramma och familjen Haemulidae. Inga underarter finns listade i Catalogue of Life.